# Rași
Rași – wieś w Rumunii, w okręgu Jałomica, w gminie Sălcioara. W 2011 roku liczyła 1125 mieszkańców.